# Сатан (район)
Сатан (порт. Sátão) — район (фрегезия) в Португалии, входит в округ Визеу. Является составной частью муниципалитета Сатан. Находится в составе крупной городской агломерации Большое Визеу. По старому административному делению входил в провинцию Бейра-Алта. Входит в экономико-статистический субрегион Дан-Лафойнш, который входит в Центральный регион. Население составляет 3721 человек на 2001 год. Занимает площадь 18,10 км².
Покровителем района считается Дева Мария (порт. Maria).